# Saint-Rémy-aux-Bois
Saint-Rémy-aux-Bois ist eine französische Gemeinde mit 65 Einwohnern (Stand 1. Januar 2022) im Département Meurthe-et-Moselle in der Region Grand Est (vor 2016 Lothringen). Sie gehört zum Arrondissement Lunéville und zum Kanton Lunéville-2.

## Geografie
Die Gemeinde liegt etwa 34 Kilometer südöstlich von Nancy im Süden des Départements Meurthe-et-Moselle an der Grenze zum Département Vosges. Nachbargemeinden sind Borville im Norden und Nordosten, Rozelieures im Osten, Saint-Boingt im Osten und Südosten, Damas-aux-Bois (im Département Vosges) im Süden, Essegney (im Département Vosges) im Südwesten, Charmes (im Département Vosges) im Westen sowie Loromontzey im Westen und Nordwesten. Der Fluss Loro durchquert die Gemeinde. Die Gemeinde besteht aus dem Dorf Saint-Rémy-aux-Bois und den Bauerngütern Ferme de Mattecourt und Ferme Sainte-Marie.    

## Geschichte
Die heutige Gemeinde wurde 1176 unter dem lateinischen Namen Sancti-Remigii erstmals in einer Urkunde der Abtei Beaupré erwähnt. Der französische Name tauchte in der Form Sainct-Remeig erstmals 1420 auf. Saint-Rémy-aux-Bois gehörte zur Vogtei (Bailliage) Châtel und somit zum Herzogtum Lothringen, das 1766 an Frankreich fiel. Bis zur Französischen Revolution lag die Gemeinde dann im Grand-gouvernement de Lorraine-et-Barrois. Von 1793 bis 1801 war die Gemeinde dem Distrikt Lunéville zugeteilt. Saint-Rémy-aux-Bois war von 1793 bis 2015 Teil des Kantons Bayon und liegt seit 2015 innerhalb des Kantons Lunéville-2. Seit 1801 ist Saint-Rémy-aux-Bois zudem dem Arrondissement Lunéville zugeordnet. Die Gemeinde lag bis 1871 im alten Département Meurthe. Die Gemeinde wurde im September 1944 durch Beschuss durch eine SS-Einheit völlig zerstört. Der heutige Name ist seit 1961 offiziell. Vorher wurden auch die Namensformen Saint-Rémy und Saint-Remy-au-Bois verwendet.  

## Bevölkerungsentwicklung
| Jahr                       | 1962 | 1968 | 1975 | 1982 | 1990 | 1999 | 2007 | 2019 |
| Einwohner                  | 132  | 107  | 96   | 110  | 78   | 66   | 69   | 64   |
| Quellen: Cassini und INSEE |      |      |      |      |      |      |      |      |

## Verkehr
Saint-Rémy-aux-Bois liegt unweit bedeutender Verkehrswege. Die Bahnstrecke Blainville-Damelevières–Lure ist nur wenige Kilometer entfernt. Die nächstgelegene Station ist in Charmes. Die E23 führt westlich und südwestlich der Gemeinde vorbei. Der nächstgelegene Anschluss ist ebenfalls in Charmes. Für den regionalen Verkehr ist die  durch das Dorf führende Route départementale D134 wichtig.

## Sehenswürdigkeiten
- Kirche Saint-Remy aus dem Jahr 1944 (wiederaufgebaut); mit einem sehenswerten Hauptaltar
- zwei Wegkreuze am südlichen Dorfeingang und an der D134 Richtung Saint-Boingt
- Wasserturm
- Denkmal für die Gefallenen[1]

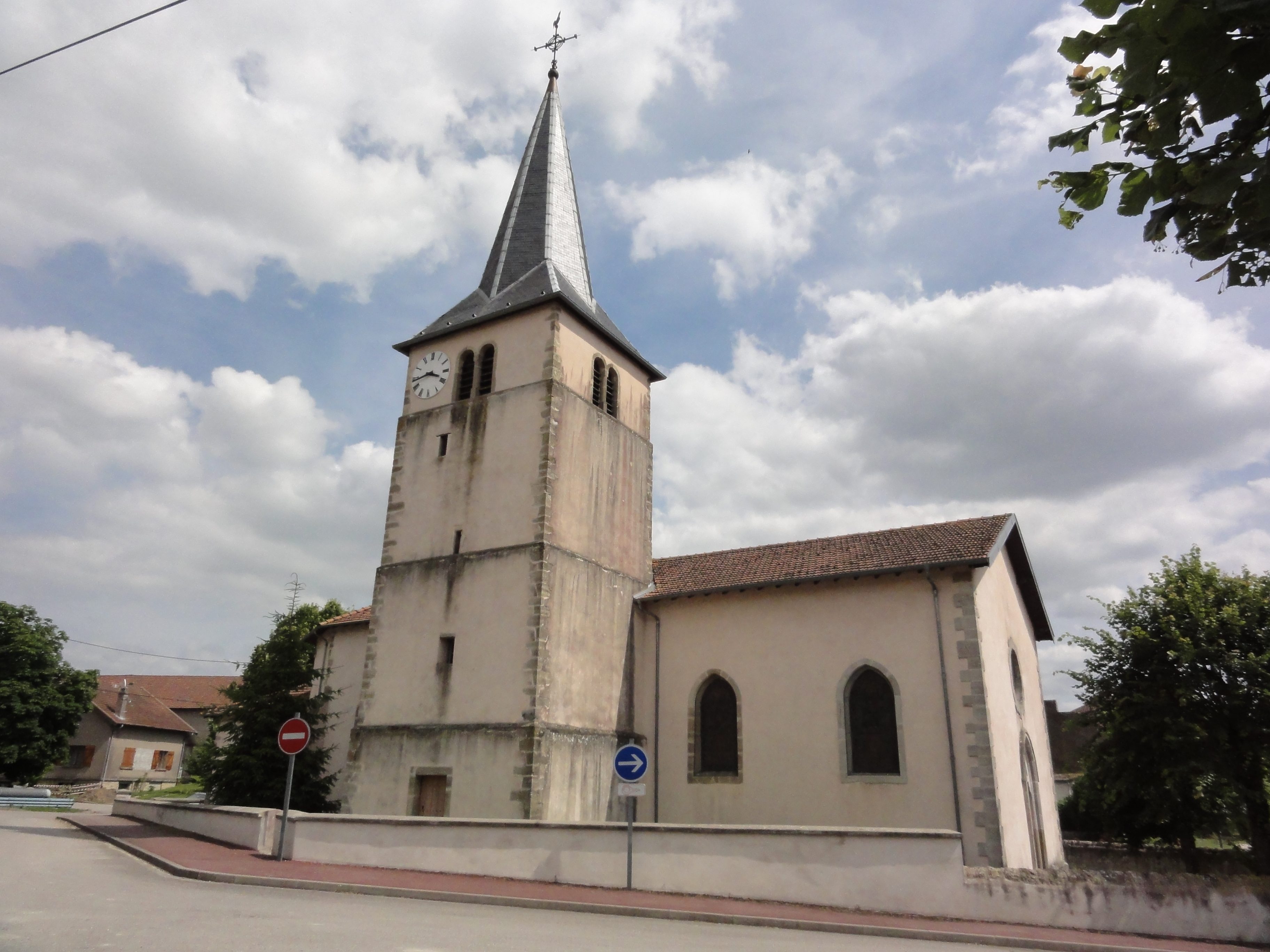
Dorfkirche Saint-Remy
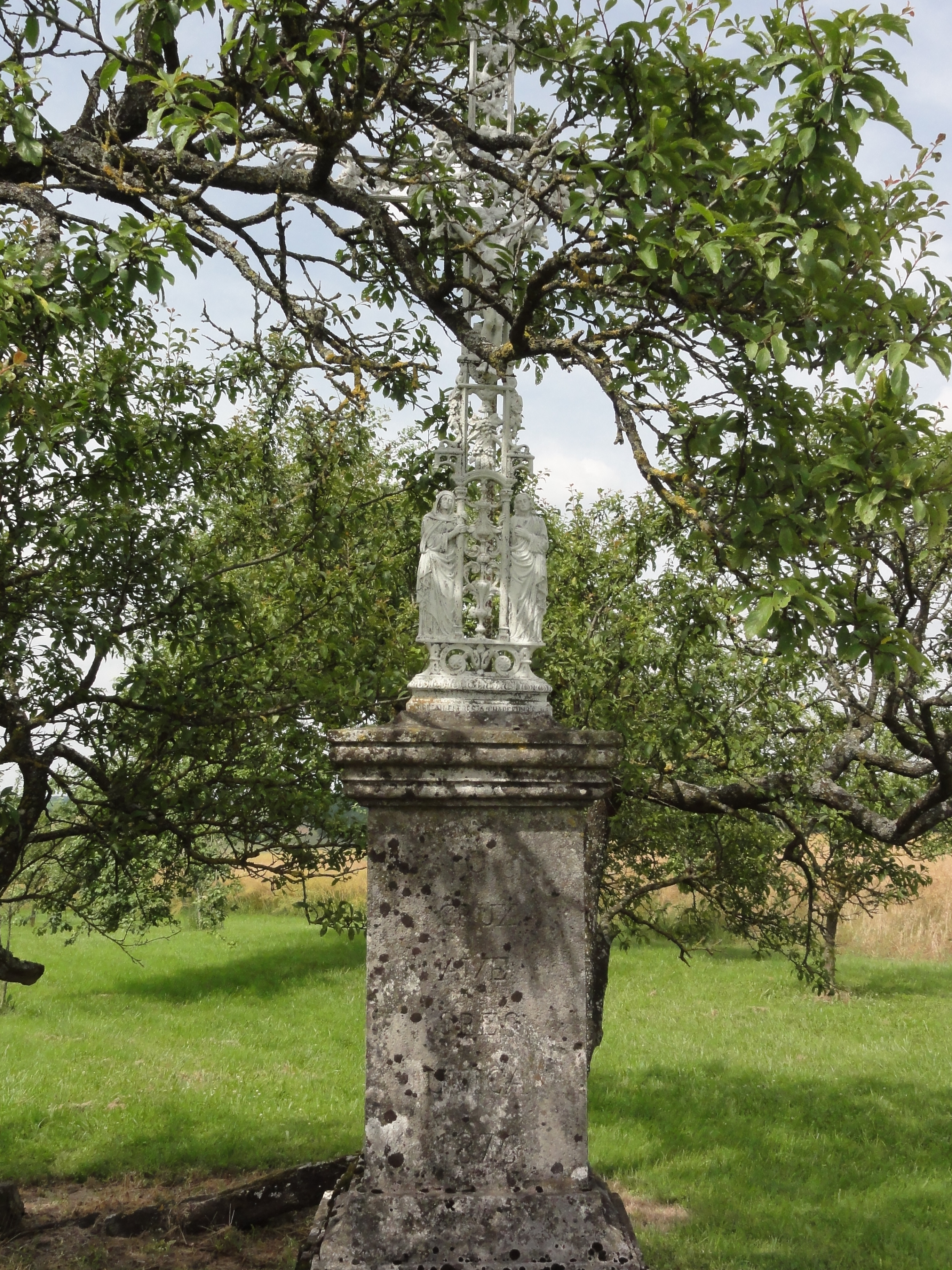
Wegkreuz
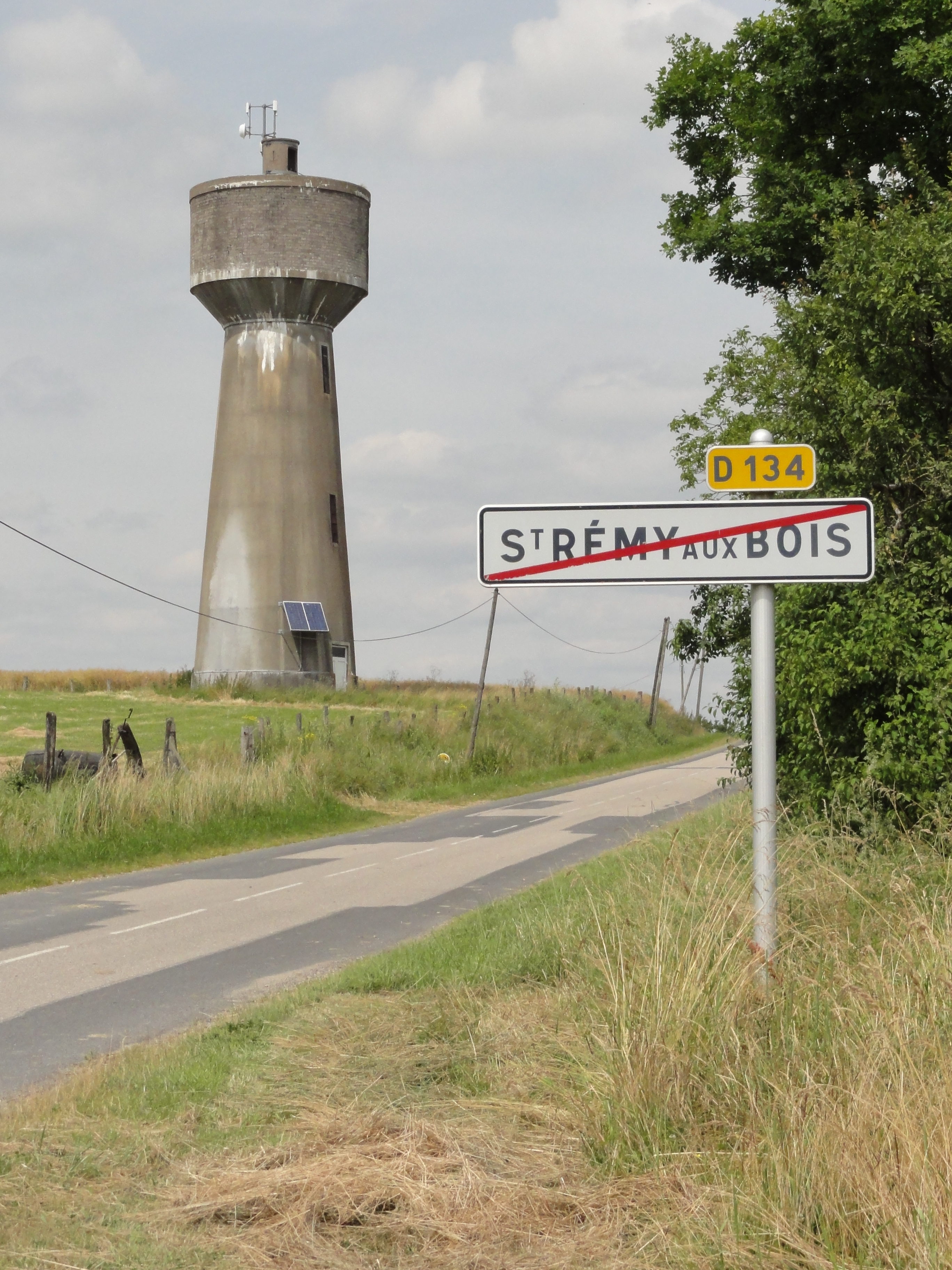
Wasserturm
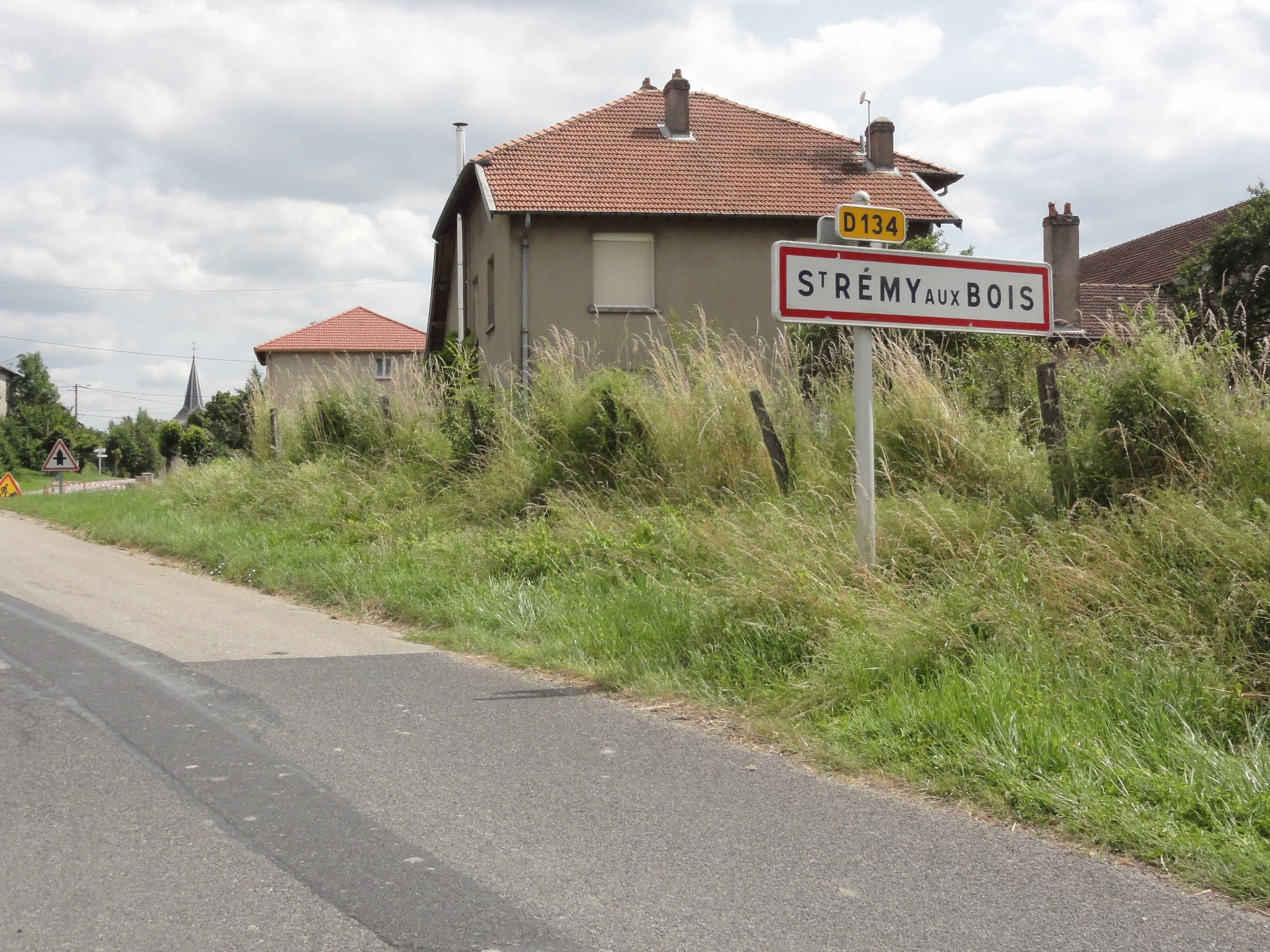
Ortseingang